# Мураками, Сэйитиро
Сэйитиро Мураками (яп. 村上 誠一郎; род. 11 мая 1952, Имабари, Эхиме) — японский государственный деятель, министр внутренних дел и коммуникаций (с 2024).

## Биография
Родился 11 мая 1952 года в городе Имабари, префектура Эхиме. Получил степень бакалавра искусств в Токийском университете.
Мураками является членом Либерально-демократической партии Японии. В 1986 году он впервые был избран в Палату представителей от 2-го округа Эхиме. 27 сентября 2004 года был назначен министром административных реформ в кабинете премьер-министра Дзюнъитиро Коидзуми, сменив на этом посту Кадзуёси Канэко. Пробыл в этой должности по 31 октября 2005 года.
1 октября 2024 года Мураками получил портфель министра внутренних дел и коммуникаций в правительстве Сигэру Исибы.